# Tomo Vrdoljak
Tomo Vrdoljak  ( Split 21. ožujka 1984.) hrvatski je sportaš i nacionalni rekorder u ronjenju na dah.

## Ronilačka karijera
Aktivnim ronjenjem bavi se od 2007. godine, a član je kluba KŠR Split od 2007. godine. Pet puta je obarao hrvatski rekord u ronilačkoj disciplini CNF ili constant bez peraja.
- Hrvatski rekord CNF 38 metara 01.rujna 2007. Otok Krk, Malinska.
- Hrvatski rekord CNF 42 metra   25.svibnja 2008. Čiovo.
- Hrvatski rekord CNF 45 metara 10.lipanj 2008. Dahab, Egipat.
- Hrvatski rekord CNF 55 metara 04.srpanj 2009. Otok Rab.
- Hrvatski rekord CNF 58 metara 09.rujna 2012. Primošten.
- Hrvatski rekord CNF 60 metara 01.rujna 2013. Primošten.
- Submania Apnea kup Zagreb - 1. mjesto - Static Apnea 16.studeni 2013.Zagreb.
- Submania Apnea kup Zagreb - 2. mjesto - Static Apnea 30.travanj 2016.Zagreb.
- Hrvatski rekord CWT BI-Fin 60 metara na 2.CMAS Svjetskom prvenstvu u Anatalya,Turska - 06.listopad 2016.
- CNF 60 metara - 4.mjesto na 2.CMAS Svjetskom prvenstvu u Anatalya,Turska 09.listopad 2016.

## Poveznice
- AIDA Hrvatska rekordi